# المسيحية في الدولة الأموية

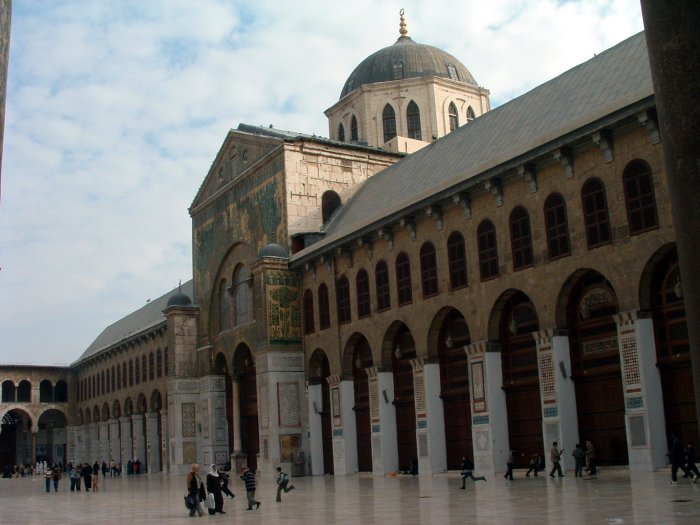
جامع بني أمية الكبير في دمشق، والذي كان متقسماً بين المسلمين والمسيحيين لتأدية عباداتهم منذ فتح الشام، لكن مع ازدياد أعداد المسلمين قرَّر الوليد تحويله بأكمله إلى مسجد خلال عصر الدولة الأموية.

الاختلاف بين الدولة الأموية ودولة الخلافة الراشدة ومن بينها الاختلاف في التعامل مع غير المسلمين، هو اختلاف ينبع من طبيعة الدولتين ذاتهما، فبينما كانت الخلافة الراشدة «دولة دينية» عاصمتها المدينة المنورة المغلقة على ذاتها في الحجاز وتعتمد على «الشورى» في اختيار الخليفة، كانت الدولة الأموية «دولة مدنية بمرجعية إسلامية» عاصمتها دمشق المتعددة الطوائف والمذاهب والعرقيات، وتحولت معها الدولة إلى ملكية وراثية بدلاً من الشورى، كذلك اعتمدت التنظيمات السريانية والبيزنطية التي كانت موجودة سابقًا بما فيها الناحيتين الإدارية والعسكريّة، وكما تقول سعاد صالح «فقد قدّم الأمويون الدنيا على الدين». يذكر في هذا الصدد كل من المؤرخ فيليپ حتّي وهنري لامنس وفريد دونر أن زوجة معاوية بن أبي سفيان ميسون بنت بحدل الكلبية كانت مسيحية، وكان طبيب معاوية ووزير ماليته مسيحيًا وشاعر بلاطه كذلك، وسوى ذلك فقد عيّن ابن آثال واليًا على حمص وهو تعيين منقطع النظير في تاريخ الدول الإسلامية، وقد لقب سكان سوريا معاوية «بالمستنير السمح» كما ذكر الطبري والمسعودي.
خلال هذه المرحلة، أخذت المسيحية تتحول إلى طابع اجتماعي خاص في القبائل التي ظلّت عليها، يمكن أن ترى بعض أشعار الأخطل التغلبي في هذا المجال كدليل ساطع، وكذلك قول عبد المسيح بن اسحق الكندي في بداية الخلافة العباسية مفتخرًا بدين قبيلته كندة:
| المسيحية في الدولة الأموية | فليس لنا اليوم فخر نفتخر به، إلا دين النصرانية. الذي هو معرفة الله، ومنه نهتدي إلى العمل الصالح ونعرف الله حق المعرفة، ونتقرب إليه، وهو الباب المؤدي إلى الحياة والنجاة من نار جهنم. | المسيحية في الدولة الأموية |

سمح الأمويون بالاحتفاظ بأغلب الكنائس ولم يمانعوا في ترميمها أو في بناء كنائس جديدة، ورغم أنّ بعض عهود الصلح أيام الراشدين نصّت على منع استحداث كنائس جديدة، إلا أن الأمويين لم يلتزموا بها باستثناء مرحلة عمر بن عبد العزيز وقد روى الطبري أن خالد القسري والي العراق، كان يأمر بنفسه بإنشاء البيع والكنائس، وأبو جعفر المنصور الخليفة، حذا حذوه عندما شيّد بغداد. على صعيد آخر انخرطت أعداد كبيرة من المسيحيين في صفوف الدولة، فكان الوزراء وكتبة الدواوين وأطباء البلاط ومجموعة كبيرة من الشعراء والأدباء من المسيحيين، حتى أن فريقًا من أتباع الكنيسة المارونية وفريقًا من أتباع الكنيسة السريانية الأرثوذكسية تساجلا حول طرق اتحاد طبيعي المسيح - وهو الخلاف الذي تفجّر في أعقاب مجمع خلقيدونية عام 451 - أمام الخليفة معاوية بن أبي سفيان طالبين تحكيمه في الموضوع، فأقرّ الخليفة رأي الموارنة ومنحهم كنائس كانت تابعة للأرثوذكس في حمص وحماة ومعرة النعمان. ونملك اليوم، قولاً يوّصف تلك المرحلة نقلاً عن الجاثليق إيشوعهيب الثالث جاثليق بابل وتوابعها لكنيسة المشرق:
| المسيحية في الدولة الأموية | إنهم ليسوا أعداء النصرانية، بل يمتدحون ملتنا، ويوقرون قسيسينا وقديسنا، ويمدون يد المعونة إلى كنائسنا وأديرتنا. | المسيحية في الدولة الأموية |

ويقول هنري لامنس أن أكثر بلاد الشام في ختام العصر الأموي سيّما في القرى والأرياف كانت مسيحية سواءً أكانت سريانية أم عربية.